# Рабат — Сале — Кенитра
Рабат — Сале — Кенитра (араб. الرباط-سلا-القنيطرة‎, бербер. ⴻⵔⵔⴱⴰⵟ-ⵙⵍⴰ-ⵇⵏⵉⵟⵔⴰ / Errbaṭ-Sla-Qniṭra) — область в Марокко. Площадь — 18 385 км². Численность населения — 4 580 866 чел. (перепись 2014 года). Административный центр — город Рабат (столица Марокко).

## География
Область находится в центральной части страны. На западе выходит к Атлантическому океану. Граничит с областями Танжер — Тетуан — Эль-Хосейма на севере, Фес — Мекнес на востоке, Бени-Меллаль — Хенифра и Касабланка — Сеттат на юге.

## История
Область Рабат — Сале — Кенитра была образована в ходе административной реформы в сентябре 2015 года, объединив в себе области Рабат-Сале-Заммур-Заер и Гарб-Шрарда-Бени-Хсен. Своё название область получила по городам Рабат, Сале и Кенитра.

## Административное деление
- Префектура Рабат
- Префектура Сале
- Префектура Схират-Темара
- Провинция Кенитра
- Провинция Сиди-Касем
- Провинция Сиди-Слиман
- Провинция Хемиссет